# Kromme Nolkering
Le Kromme Nolkering est une barrière contre les inondations sur le Canal de Heusden entre Heusden et Aalburg.
En 1995, il a été constaté que les niveaux d'eau trop élevés en provenance de la Meuse pouvaient avoir lieu sur le canal et sur la Afgedamde Maas et que les digues offraient une protection insuffisante. L'ouvrage a été achevé en 2002. La barrière se ferme lorsque le niveau d'eau atteint 3,42 m de sorte que le niveau d'eau dans la Afgedamde Maas (la Meuse barrée) ne dépasse pas 3,50 m NAP.